# دوري السوبر الأوغندي 1983
دوري السوبر الأوغندي 1983 (بالإنجليزية: 1983 Uganda Super League)‏ هو موسم من دوري السوبر الأوغندي. أشرف على تنظيمه اتحاد أوغندا لكرة القدم، وكان عدد الأندية المشاركة فيه 16، وفاز فيه نادي كامبالا سيتي.